# Какао-порошок

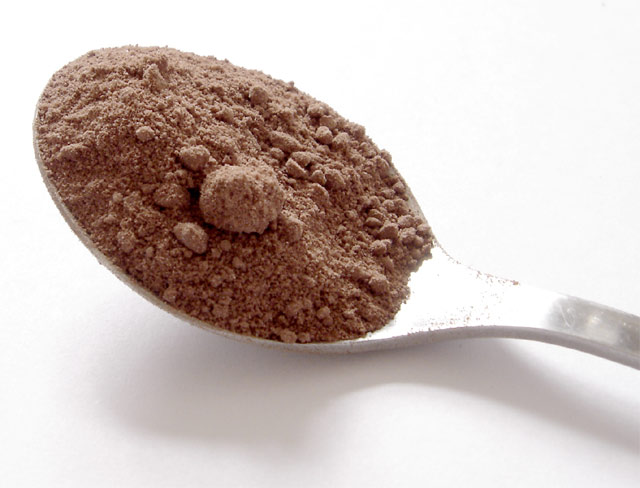

Какао-порошок — висушена і подрібнена какао-макуха, яка залишається від тертого какао після вичавлювання какао-масла, що йде на виробництво твердого шоколаду. Порошок служить основою різних напоїв, включаючи шоколадне молоко і гарячий шоколад.
Після охолодження протягом 12 годин макухову основу подрібнюють спочатку на великі шматки, а потім — до ступеня високодисперсного порошку (розмір часток не більше 16 нм). Якщо терте какао було попередньо оброблене лугами, то алкалізованний порошок ідеально підходить для суспензії; в радянський час цей сорт називався «Екстра».
Будучи неминучим відходом виробництва шоколаду, порошок відносно дешевий. Однак кілька століть тому, до того, як у Європі навчилися цінувати твердий шоколад, ситуація була прямо протилежною: какао-масло вважалося субпродуктом виробництва порошку і рідкого шоколаду, тому коштувало істотно дешевше.
Колір порошку коричневий з червонуватим відтінком.
Порошок значно багатший на мікроелементи (зокрема кальцій, магній, мідь, фосфор, калій, цинк), ніж какао-масло і, відповідно, твердий шоколад. До 10 % обсягу складають флавоноїди. У 100 г порошку міститься 230 мг кофеїну і 2057 мг теоброміну. Обидві ці речовини відомі як стимулятори нервової системи.
Жирність звичайного порошку становить 14–17 %, однак виробляється і порошок зі зниженою жирністю (5–8 %). Кондитери використовують цей напівфабрикат для виготовлення шоколадної пасти, глазурі, праліне, начинки для вафель і деяких видів печива.

## Вміст кадмію
Какао-порошок може містити кадмій, токсичний важкий метал і ймовірний канцероген, який природним чином міститься у великих кількостях у ґрунті деяких регіонів країн-виробників какао. Європейський Союз запровадив обмеження (станом на 1 січня 2019 року) для кадмію в какао-порошку 0,6 мкг на 1 грам какао-порошку та 0,8 мкг на 1 грам для шоколаду з ≥ 50 % сухої сухої речовини какао.
Дослідження, проведене незалежною лабораторією споживчого тестування, показало, що сім із дев'яти комерційно доступних какао-порошків і крупок, відібраних для тестування, містили більше 0,3 мкг кадмію на 1 грам порції; п'ять із цих продуктів перевищили обмеження ЄС у 0,6 мкг на 1 грам.

Старовинні жерстяні банки з-під голландського какао
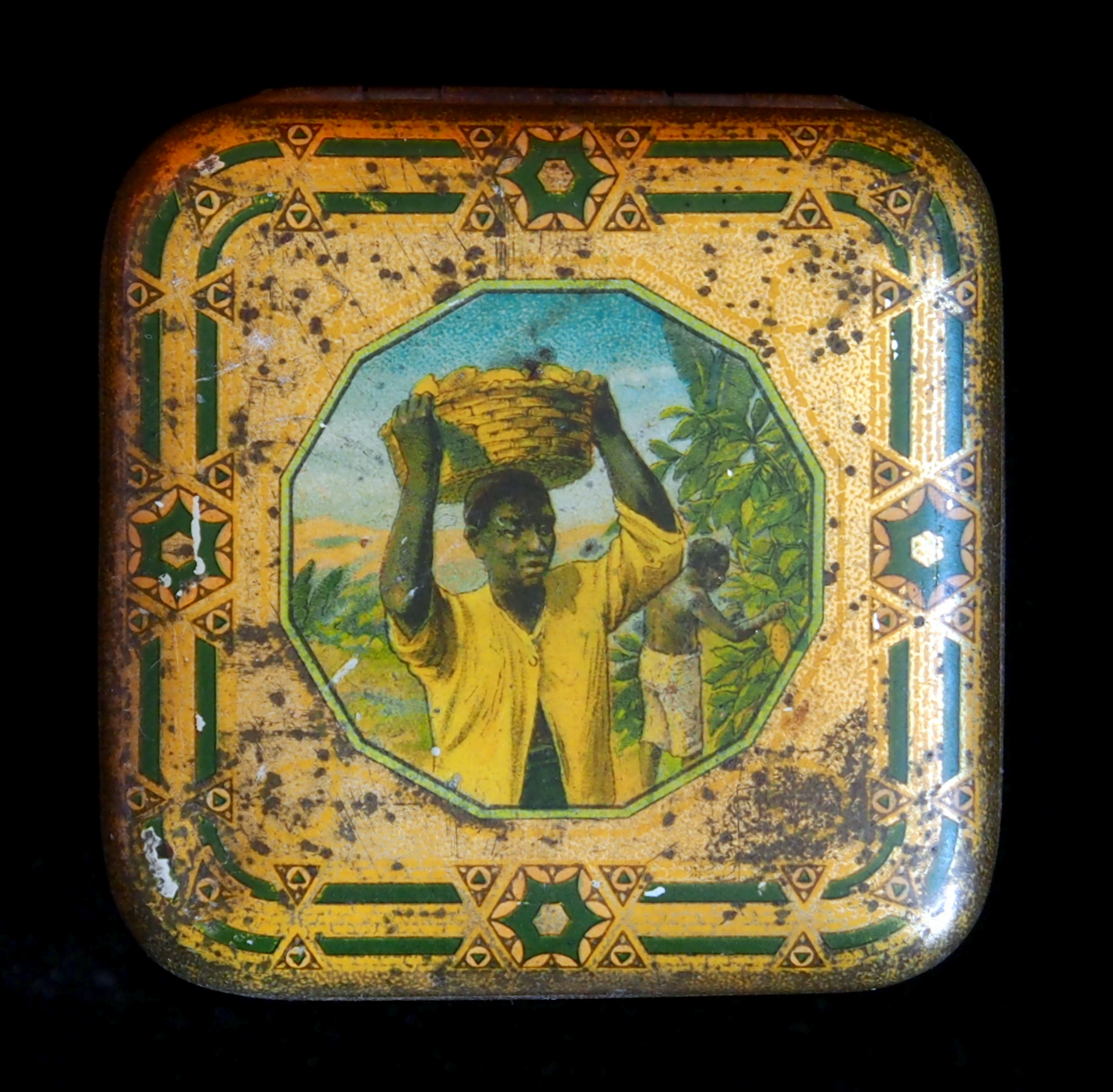
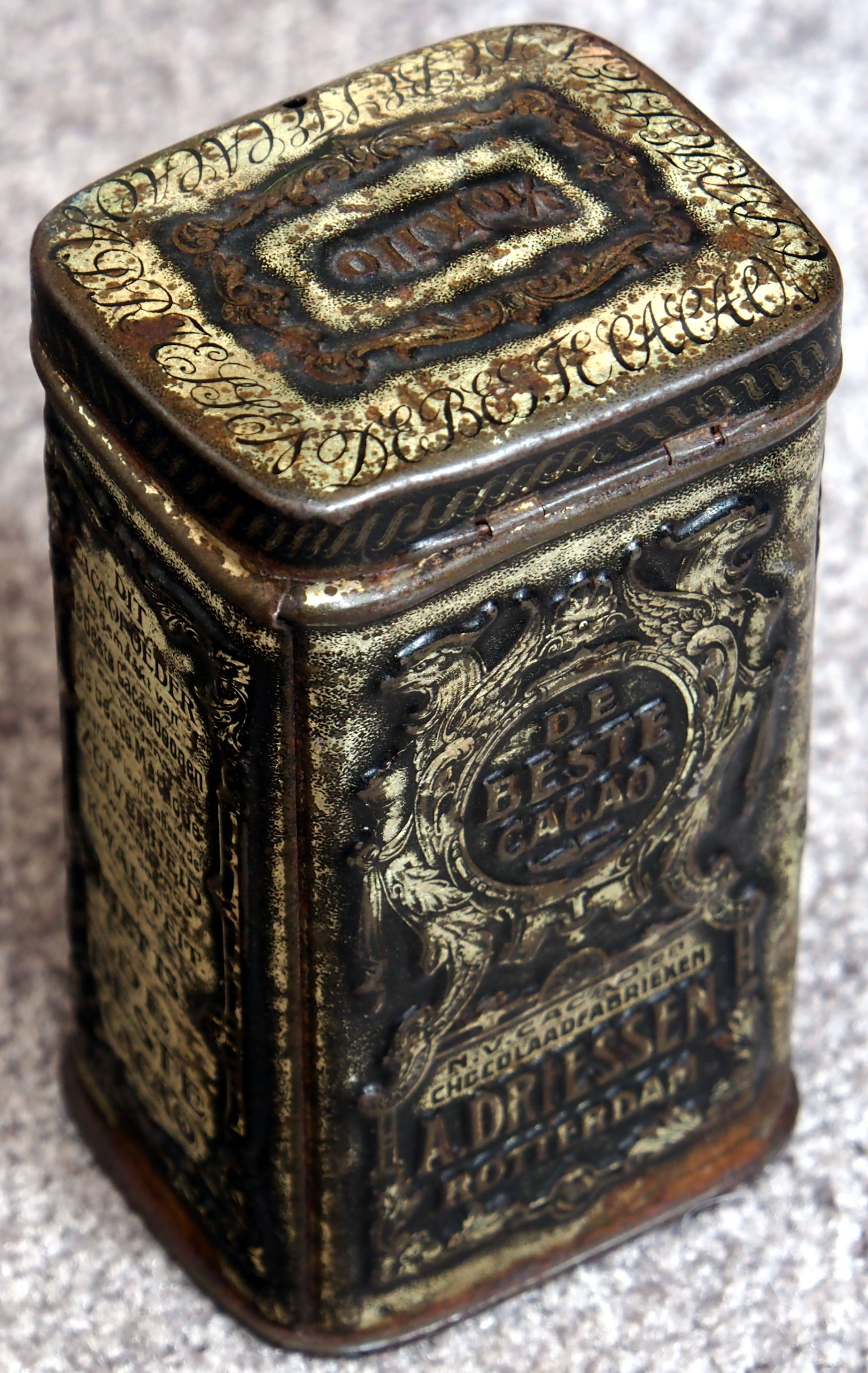
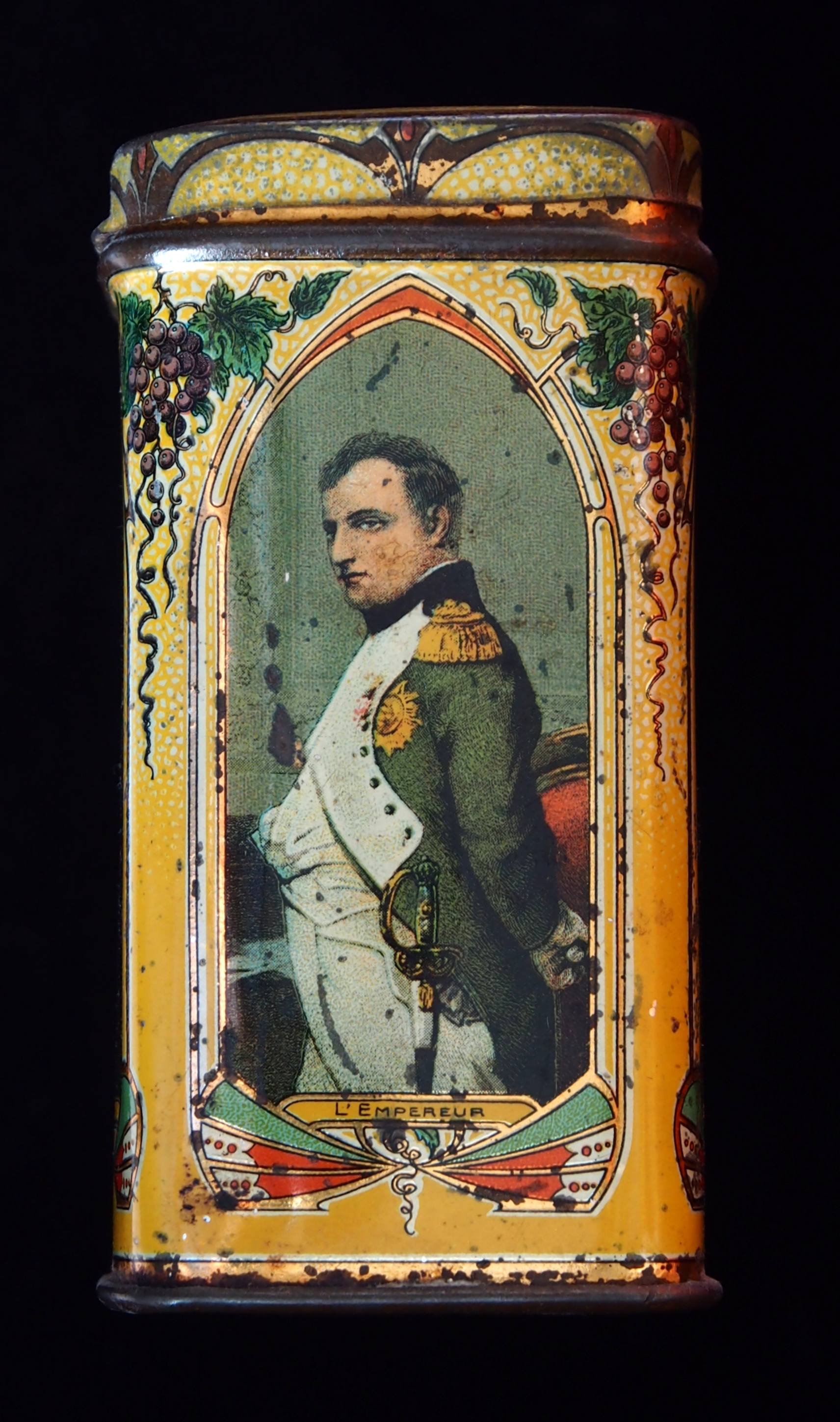
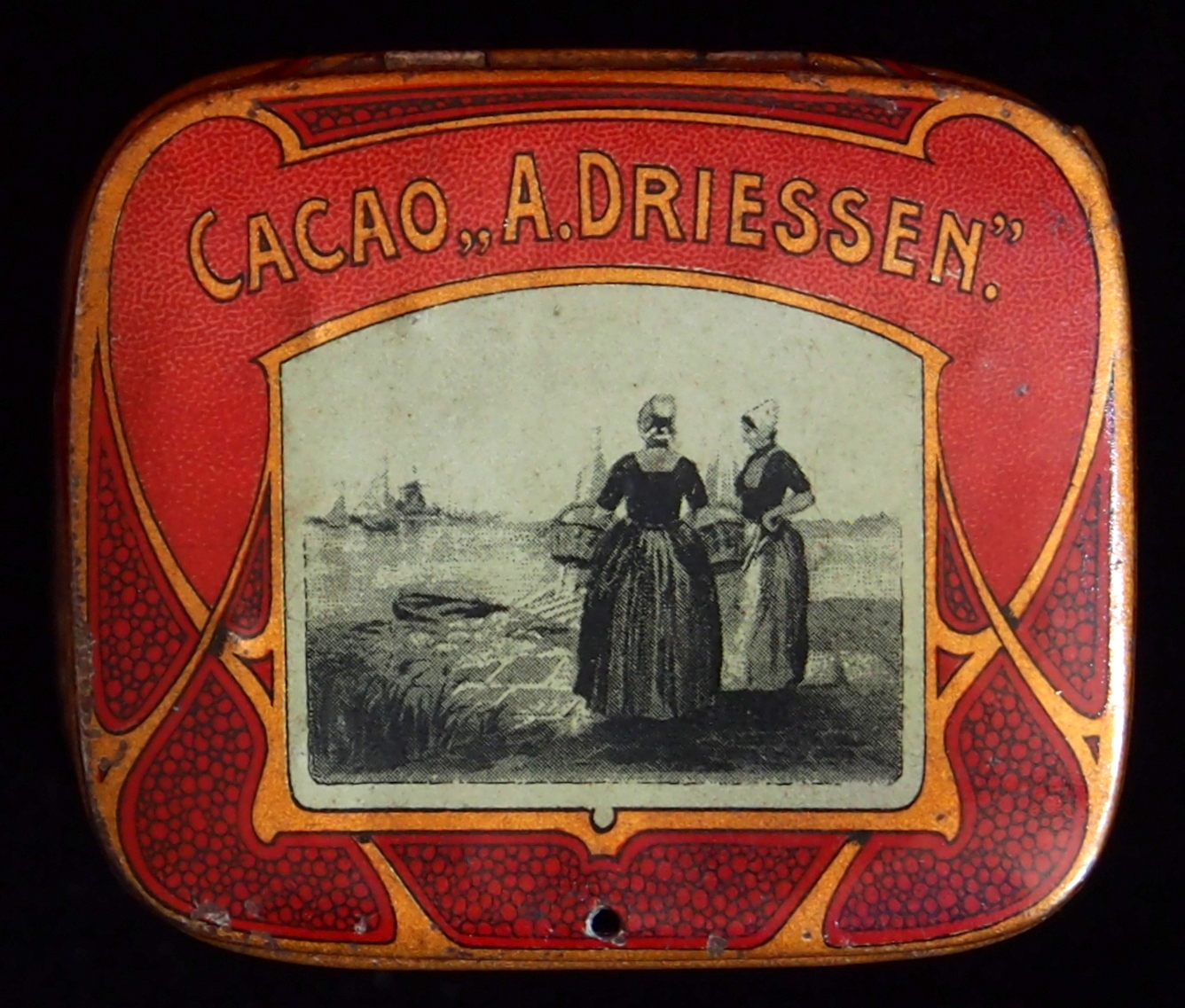
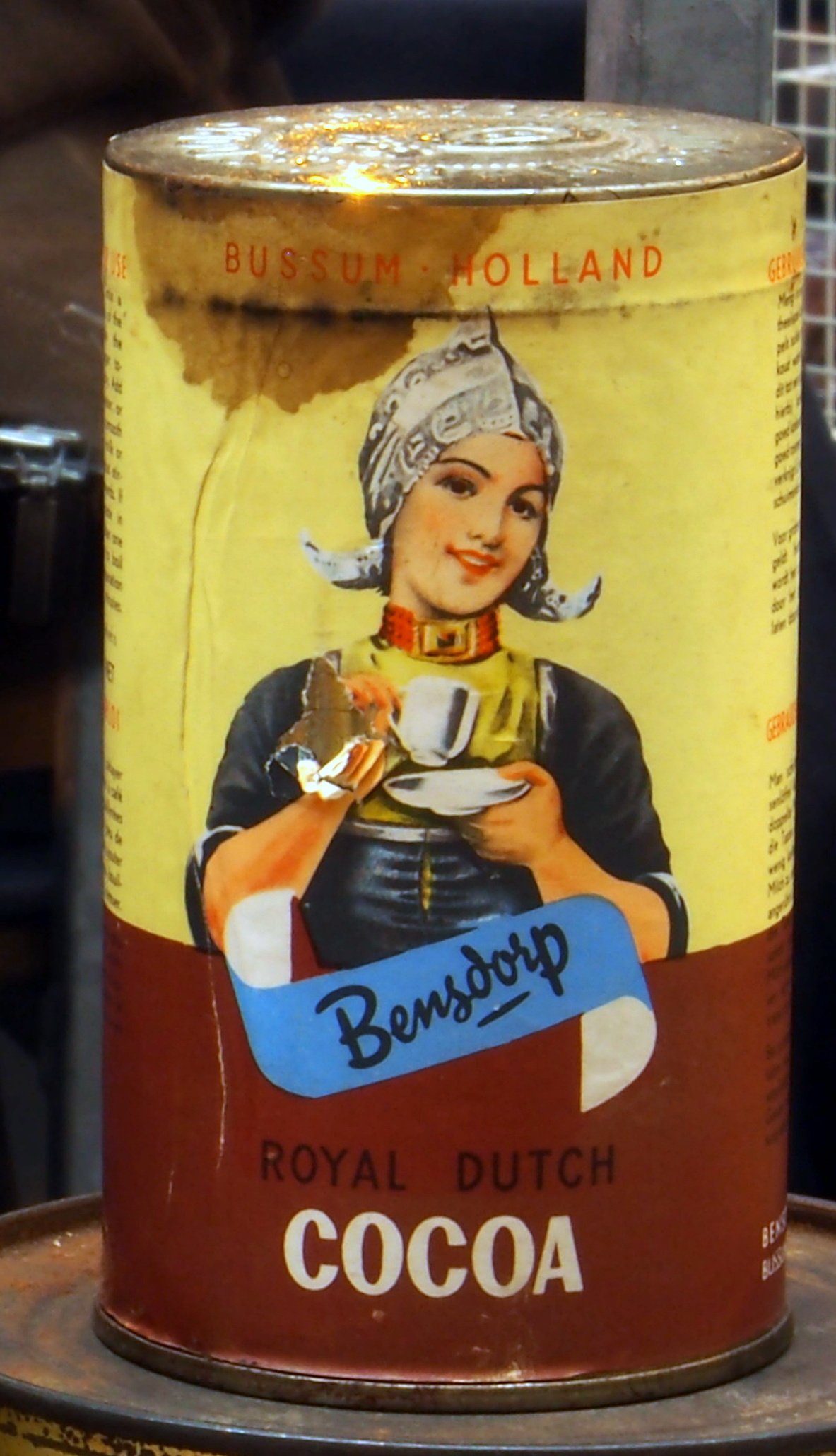